# 원초적 입장
원초적 입장(original position)은 미국의 윤리학자이자 정치철학자 존 롤즈에 의해 만들어진 가설적 상황이다. 이것은 롤즈의 정의론에 매우 핵심적으로 등장하며, 20세기 철학에 가장 큰 영향을 준 아이디어 가운데 하나다. 이것은 철학적으로 매우 다양한 스펙트럼을 가진 사상가들에게 영향을 끼쳤으므로. 사고실험으로서 원초적 입장은 어떠한 정의의 원리가 사회의 자유와 시민 사이의 공정한 협력(자유에 대한 존중과 공공의 이익을 포함하는 범주다)을 이룩할 수 있는지를 정확하게 반영하기 위한 가설로 만들어졌다.
사회계약론 안에서 자연상태 안에 위치한 개개인은 시민사회 안에서의 시민의 기본권과 의무를 정의하고 있는 계약의 규정에 동의한다. 롤즈의 이론 즉 ‘공정함으로서의 정의’ 안에서 원초적 입장은 전통적인 사회계약론의 이론가들(홉스, 로크, 루소)의 자연상태와 유사한 역할을 하고 있다.
자연상태 안에서 재능있고 강력한 특정 개인은 약하고 능력이 떨어지는 다른 자들에 비해 그의 강력한 힘과 더 많은 재능이라는 역량을 통하여 이점을 가지게 된다는 점이 자연상태 개념 안에서 논의되어 왔다. 원초적 입장 이론 안에서는 시민의 대표자들은 무지의 장막 뒤편에 자리잡고 있다. 그리고 그들은 그들이 실제로 대표하기에는 부적절한 시민의 특성에 대한 정보로부터 격리되어있다. 그러므로 대표자들의 모임은 그들이 대표하는 시민의 재능과 능력, 인종과 젠더, 종교 또는 신념체계에 대해서 알지 못한다.

## 개념
롤스는 원초적 입장 안의 집단은 오직 시민들이 근본적인 사회적 선으로서 요구하는 공유물(이는 사회경제적 이익과 기본권을 포괄한다)에 관심을 가지게 된다는 점을 자세히 설명한다. 롤스는 또한 원초적 입장 안의 대표자들은 그들의 원칙으로서 최소의 노력으로 최대의 효과를 얻는 원칙을 채택할 것이라는 점을 논증한다. 이것은 게임 이론에서 빌려온 논리로 보인다.
사회계약론에서 자연상태 속의 시민들은 시민사회 및 국가를 세우기 위해 서로 서로 계약을 체결한다. 로크주의자들의 자연상태 속에서, 집단들은 정부가 제한된 권력을 가지고 있고 또 개인과 시민의 재산을 지키는 의무를 가지고 있는 시민사회를 설립시킨다. 원초적 입장 안에서, 대표자들의 집단은 사회의 기본 구조를 통치하기 위한 정의의 원칙을 택한다. 롤스는 대표자들의 집단이 원초적 입장 속에서 두 가지 정의의 원칙을 택한다는 점을 논증한다.
1. 각각의 시민들은 적절한 기본적 자유의 틀을 보장받는다. 이 자유의 내용은 모두를 위한 자유의 내용과 양립되는 것이어야만 한다.
2. 사회적이고 경제적인 불평등은 두 가지 조건 아래에서만 용인될 수 있다.
  - 모든 지위와 직책이 모두에게 반드시 동등한 기회 하에 모두에게 개방되어 있어야만 한다.
  - 경제적 불평등의 시정은 최소 수혜자에게 최대이익이 되도록 조정되어야만 한다.

## 무지의 베일
무지의 베일(veil of ignorance) 또는 베일 뒤 조건을 알 수 없기 때문에 사회계약 체결 후 어떤 계층에 속할지 알 수 없다. 롤스는 그런 상황에서 사람들이 어떤 계층에 특별히 유리하거나 불리하지 않도록 조화로운 사회계약을 체결할 것이라고 보았다.

## 같이 보기
- 베이즈 확률론
- 타불라 라사